# Diospyros leonis
Diospyros leonis là một loài thực vật có hoa trong họ Thị. Loài này được (Britton & P.Wilson) Standl. mô tả khoa học đầu tiên năm 1935.